# Contessa Entellina
Contessa Entellina település Olaszországban, Szicília régióban, Palermo megyében. Lakosainak száma 1502 fő (2023. január 1.). Contessa Entellina Bisacquino, Campofiorito, Poggioreale, Salaparuta, Santa Margherita di Belice, Sambuca di Sicilia, Monreale, Corleone, Roccamena és Giuliana községekkel határos.

## Népesség
A település lakossága az elmúlt években az alábbi módon változott:
| Lakosok száma | 1744 | 1707 | 1502 |
|               | 2017 | 2018 | 2023 |